# Língua concani
O concani ou konkani (pronúncia portuguesa AFI: [kɔnka'ni:]) ou concanim, ou ainda concânio, a que os portugueses chamavam canarim  (devanágari: कोंकणी koṃkaṇī; canará: ಕೊಂಕಣಿ; malaiala: കൊംകണീ) é uma língua indo-ariana falada na Índia. Começou por ser um vernáculo do sânscrito, com corrupção inevitável de algumas palavras. Tem estado relativamente fora do alcance de influências de outras línguas, com excepção de um pouco de português (nos últimos três ou quatro séculos) e algum canará (durante o período Kadamba dos séculos XII a XIV). Por esta razão, está muito mais próxima do sânscrito do que a língua marata (a qual foi transformada a partir do antigo prácrito com influência significativa do persa).
A língua concani é falada por toda a região do Concão: Goa, costa sul de Maharashtra, costa de Karnataka e Kerala. Cada região tem um dialecto único e um estilo próprio de pronúncia. Teoriza-se que a língua foi espalhada para estas áreas pelos habitantes de Goa que fugiram da Inquisição Portuguesa durante a administração portuguesa. O texto é escrito tanto com o tradicional Devanágari e com o alfabeto romano, como resultado da permanência portuguesa na região. A escrita canará é usada em Mangalore, e noutras regiões de Karnataka.
O concani esteve em perigo de desaparecer, pois a progressiva modernização ocidental do subcontinente indiano (incluindo a forte influência portuguesa em Goa desde o século XVI) resultou na maior utilização do inglês entre Católicos, enquanto que diferenças locais levaram à  adaptação do marata pelos hindus da costa do Maharashtra. Esta prática foi mudada em 1985 por um movimento concani em Goa que tinha apoio de grupos de ambas as religiões. O concani é agora falado por toda a Goa, e é a língua oficial do estado. Desde então, recebeu o estatuto de língua oficial na Constituição Indiana.
O primeiro livro conhecido em concani foi escrito em 1651 por Frei Thomas Steven, intitulado Doctrina Christi ("As Doutrinas de Cristo"). Presume-se que os portugueses tenham destruído todos os textos concani anteriores ao século XVI.[carece de fontes?]
A língua Concani é escrita, conforme o local, em um de 5 diferentes alfabetos: Latino, Devanágari, Árabe, Canarês ou Malaiala. São 14 vogais (exceto para escrita Árabe) e 36 Consoantes.